# Semelhança (filosofia)
Em filosofia, a semelhança ou similaridade é uma relação entre objetos que constitui o quanto esses objetos são parecidos. A semelhança vem em graus: por exemplo, as laranjas são mais parecidas com as maçãs que com a lua. É tradicionalmente vista como uma relação interna e analisada em termos de propriedades compartilhadas: duas coisas são semelhantes porque têm uma propriedade em comum. Quanto mais propriedades compartilham, mais semelhantes são. Se assemelham exatamente se compartilham todas as suas propriedades. Assim, uma laranja é semelhante à lua porque ambas compartilham a propriedade de ser redonda, mas é ainda mais semelhante a uma maçã porque, além disso, ambas compartilham várias outras propriedades, como a propriedade de ser uma fruta. Em um nível formal, a semelhança é geralmente considerada uma relação que é reflexiva (tudo se assemelha a si mesmo), simétrica (se x é semelhante a y então y é semelhante a x) e não transitiva (x não precisa ser semelhante a z apesar de x ser semelhante a y e y ser semelhante a z). A semelhança vem em duas formas: a semelhança respectiva, que é relativa a um aspecto ou característica, e a semelhança global, que expressa o grau de semelhança entre dois objetos considerando tudo.  Não há consenso geral se a semelhança é uma característica objetiva da realidade, independente da mente, e, em caso afirmativo, se é uma característica fundamental ou redutível a outras características. A semelhança é central para a cognição humana, pois fornece a base para a categorização de entidades em tipos e para vários outros processos cognitivos, como o raciocínio analógico. A semelhança desempenha um papel central em várias teorias filosóficas, por exemplo, como solução para o problema dos universais através do nominalismo de semelhança ou na análise de contrafactuais em termos de semelhança entre mundos possíveis.

## Concepções de semelhança
As concepções de semelhança proporcionam um relato da semelhança e seus graus em um nível metafísico. A visão mais simples, embora não muito popular, vê a semelhança como um aspecto fundamental da realidade que não pode ser reduzido a outros aspectos. A visão mais comum é que a semelhança entre duas coisas é determinada por outros fatos, por exemplo, pelas propriedades que compartilham, por sua distância qualitativa ou pela existência de certas transformações entre elas. Estas concepções analisam a semelhança em termos de outros aspectos em vez de tratá-la como uma relação fundamental.

### Numérica
A concepção numérica sustenta que o grau de semelhança entre objetos é determinado pelo número de propriedades que eles têm em comum. Na versão mais básica desta visão, o grau de semelhança é idêntico a este número. Por exemplo, "se as propriedades das ervilhas em uma vagem fossem apenas verdor, redondeza e asquerosidade ...  então seu grau de semelhança seria de três". Duas coisas precisam compartilhar pelo menos uma propriedade para serem consideradas semelhantes. Eles se parecem exatamente se têm todas as suas propriedades em comum. Isto também é conhecido como identidade qualitativa ou indiscernibilidade. Para que a concepção numérica de semelhança funcione, é importante que apenas as propriedades relevantes para a semelhança sejam levadas em consideração, às vezes chamadas de propriedades esparsas (sparse properties) em contraste com propriedades abundantes (abundant properties). Propriedades quantitativas, como temperatura ou massa, que ocorrem em graus, representam outro problema para a concepção numérica. A razão disto é que, por exemplo, um corpo com 40 °C se assemelha a outro corpo com 41 °C, embora os dois corpos não têm sua temperatura em comum.

### Métrica
O problema das propriedades quantitativas é melhor tratado pela concepção métrica de semelhança, que postula que existem certas dimensões de semelhança em relação a diferentes aspectos, por exemplo, cor, forma ou peso, que constituem os eixos de um espaço métrico unificado. Isto pode ser visualizado em analogia com o espaço físico tridimensional, cujos eixos são normalmente rotulados com x, y e z. Tanto no espaço métrico qualitativo quanto no físico, a distância total é determinada pelas distâncias relativas dentro de cada eixo. O espaço métrico constitui assim uma forma de agregar vários graus respectivos de semelhança em um grau global de semelhança. A função correspondente é às vezes chamada de medida de similaridade. Um problema com esta perspectiva é que é questionável se os diferentes aspectos são comensuráveis entre si no sentido de que um aumento de um tipo pode compensar a falta em outro tipo. Mesmo se isto deveria ser permitido, ainda há a questão de como determinar o fator de correlação entre graus de diferentes aspectos. Qualquer desses fatores parece ser artificial, como pode ser visto, por exemplo, ao considerar possíveis respostas para o caso seguinte: "Suponha que uma pessoa seja mais parecida com você, em geral, do que outra. E suponha que ele se torne um pouco menos parecido com você, ganhando algum peso. Agora responda a estas perguntas: quanto mais quente ou mais frio ele deve se tornar para restaurar a comparação global original?  Quanto mais semelhante em relação à sua altura?" Este problema não surge para a distância física, que envolve dimensões comensuráveis e pode ser mantida constante, por exemplo, movendo-se a quantidade certa para o norte ou para o sul, depois de ter se movido uma certa distância para o oeste. Outra objeção à concepção métrica da semelhança vem de pesquisas empíricas que sugerem que os julgamentos de semelhança não obedecem aos axiomas do espaço métrico. Por exemplo, as pessoas são mais propensas a aceitar que "a Coreia do Norte é semelhante à China" do que "a China é semelhante à Coreia do Norte", negando assim o axioma da simetria.

### Transformação
Outra forma de definir a semelhança, mais conhecida pela geometria, é em termos de transformações. De acordo com esta definição, dois objetos são similares se existe um certo tipo de transformação que traduz um objeto em outro, deixando intactas certas propriedades essenciais para a semelhança. Por exemplo, na geometria, dois triângulos são semelhantes se há uma transformação, envolvendo apenas escala, rotação, deslocamento e reflexão, que mapeia um triângulo para o outro. A propriedade mantida intacta por estas transformações diz respeito aos ângulos dos dois triângulos.

## Semelhança respectiva e global
Os julgamentos de semelhança vêm em duas formas: referindo-se à semelhança respectiva (respective similarity), que é relativa a um aspecto ou característica, ou à semelhança global (overall similarity), que expressa o grau de semelhança entre dois objetos considerando tudo. Por exemplo, uma bola de basquete se assemelha ao sol em relação à sua forma redonda, mas não são muito semelhantes globalmente. Supõe-se geralmente que a semelhança global depende da semelhança respectiva, por exemplo, que uma laranja é globalmente semelhante a uma maçã porque são semelhantes em relação ao tamanho, forma, cor, etc. Isto significa que dois objetos não podem diferir em sua semelhança global sem diferir em sua semelhança respectiva. Mas não há acordo geral se a semelhança global pode ser completamente analisada agregando as semelhanças em todos os aspectos. Se isto fosse verdade, então deveria ser possível manter o grau de semelhança entre a maçã e a laranja constante, apesar de uma mudança no tamanho da maçã, compensando-a através de uma mudança na cor, por exemplo. Mas que isso seja possível, ou seja, que aumentar a semelhança em outro aspecto pode compensar a falta de semelhança em um aspecto, é negado por alguns filósofos.
Uma forma especial de semelhança respectiva é a semelhança respectiva perfeita, que existe quando dois objetos compartilham exatamente a mesma propriedade, como ser um elétron ou ser feito inteiramente de ferro. Uma versão mais fraca da respectiva semelhança é possível para propriedades quantitativas, como massa ou temperatura, que envolvem um grau. Os graus próximos se assemelham uns aos outros sem constituir propriedades compartilhadas. Desta forma, um pacote de arroz pesando 1000 gramas se assemelha a um melão de mel pesando 1010 gramas em relação à massa, mas não em virtude de compartilhar uma propriedade. Este tipo de semelhança respectiva e seu impacto na semelhança global fica ainda mais complicado para quantidades multidimensionais, como cores ou formas.

## Semelhança exata e identidade
A identidade é a relação que cada coisa tem apenas consigo mesma. Tanto a identidade quanto a semelhança exata ou indiscernibilidade são expressas pela palavra "mesmo". Por exemplo, considere duas crianças com as mesmas bicicletas envolvidas em uma corrida enquanto sua mãe está assistindo. As duas crianças têm a mesma bicicleta em um sentido (semelhança exata) e a mesma mãe em outro sentido (identidade). Os dois sentidos de "mesmo" são ligados por dois princípios: o princípio da indiscernibilidade dos idênticos e o princípio da identidade dos indiscerníveis. O princípio da indiscernibilidade dos idênticos é incontroverso e afirma que se duas entidades são idênticas entre si, então elas se assemelham exatamente uma à outra. O princípio da identidade dos indiscerníveis, por outro lado, é mais controverso ao fazer a afirmação inversa de que se duas entidades se assemelham exatamente uma à outra, então devem ser idênticas. Isto implica que "não há duas coisas distintas que se assemelhem exatamente uma à outra". Um contraexemplo bem conhecido vem de Max Black, que descreve um universo simétrico composto por apenas duas esferas com as mesmas características. Black argumenta que as duas esferas são indiscerníveis, mas não idênticas, constituindo assim uma violação do princípio de identidade dos indiscerníveis.

## Aplicações na filosofia

### Problema dos universais
O problema dos universais é o problema de explicar como objetos diferentes podem ter uma característica em comum e, assim, se assemelhar uns com os outros neste aspecto, por exemplo, como a água e o óleo podem compartilhar a característica de ser líquidos. A solução realista postula um universal subjacente que é instanciado por ambos os objetos e, portanto, fundamenta sua semelhança. Isto é rejeitado pelos nominalistas, que negam a existência de universais. De especial interesse para o conceito de semelhança é a posição conhecida como nominalismo de semelhança, que trata a semelhança entre objetos como um fato fundamental. Então, nesta visão, dois objetos têm uma característica em comum porque se assemelham um ao outro, e não o inverso, como é comumente sustentado. Desta forma, o problema dos universais é resolvido sem a necessidade de postular universais compartilhados. Uma objeção a esta solução é que ela não consegue distinguir entre propriedades coextensivas. As propriedades coextensivas são propriedades diferentes que sempre se manifestam juntas, como ter um coração e ter um rim. Mas no nominalismo de semelhança, são tratadas como uma propriedade, pois todos os seus portadores pertencem à mesma classe de semelhança. Outro contra-argumento é que esta abordagem não resolve totalmente o problema dos universais, já que aparentemente introduz um novo universal: a semelhança mesma.

### Contrafactuais
Contrafactuais são frases que expressam o que teria sido verdade em diferentes circunstâncias, por exemplo, "se Richard Nixon tivesse apertado o botão, teria havido uma guerra nuclear". As teorias de contrafactuais tentam determinar as condições sob as quais os contrafactuais são verdadeiros ou falsos. A abordagem mais conhecida, devida a Robert Stalnaker e David Lewis, propõe analisar os contrafactuais em termos de semelhança entre mundos possíveis. Um mundo possível é um modo como as coisas poderiam ter sido. De acordo com o relato Stalnaker-Lewis, o antecedente ou a cláusula "se" escolhe um mundo possível, no exemplo acima, o mundo em que Nixon apertou o botão. O contrafactual é verdadeiro se a consequente ou a cláusula "então" é verdadeira no mundo possível selecionado. O problema com o relato esboçado até agora é que existem vários mundos possíveis que poderiam ser escolhidos pelo antecedente. Lewis propõe que o problema seja resolvido através da semelhança global: apenas o mundo possível mais semelhante ao mundo real é selecionado. Um "sistema de pesos" na forma de um conjunto de critérios deve nos guiar na avaliação do grau de semelhança entre mundos possíveis. Por exemplo, evitar violações generalizadas das leis da natureza ("grandes milagres") é considerado um fator importante para a semelhança, enquanto a proximidade em fatos particulares tem pouco impacto. Uma objeção à abordagem de Lewis é que o sistema de pesos proposto não capta tanto nossa intuição sobre a semelhança entre mundos, mas, em vez disso, pretende ser consonante com nossas intuições contrafactuais. Mas considerado puramente em termos de semelhança, pode-se dizer que o mundo mais similar no exemplo acima é o mundo em que Nixon aperta o botão, nada acontece e a história continua exatamente como realmente aconteceu.

### Representação pictórica
A representação pictórica é a relação que as imagens têm com as coisas que representam, por exemplo, a relação entre uma fotografia de Albert Einstein e o próprio Einstein. As teorias da representação pictórica visam explicar como as imagens são capazes de se referir. O relato tradicional, originalmente sugerido por Platão, explica a representação pictórica em termos de mimesis ou semelhança. Assim, a fotografia representa Einstein porque se assemelha a ele em relação à forma e cor. Nesse sentido, as imagens são diferentes dos signos linguísticos, que são arbitrariamente relacionados aos seus referentes na maioria das vezes. As imagens podem representar indiretamente conceitos abstratos, como Deus ou amor, assemelhando-se a coisas concretas, como um homem barbudo ou um coração, que associamos com o conceito abstrato em questão. Apesar de seu apelo intuitivo, os relatos de semelhança de representação pictórica enfrentam vários problemas. Um problema vem do fato de que a semelhança é uma relação simétrica, portanto se x é similar a y então y tem que ser similar a x. Mas Einstein não representa sua fotografia, apesar de ser semelhante a ela. Outro problema vem do fato de que coisas inexistentes, como dragões, podem ser representadas. Assim, uma imagem de um dragão mostra um dragão mesmo que não haja dragões que possam ser semelhantes à imagem. Os defensores das teorias da semelhança tentam evitar estes contraexemplos, passando a formulações mais sofisticadas envolvendo outros conceitos além da semelhança.

### Argumento por analogia
Uma analogia é uma comparação entre dois objetos com base na semelhança. Os argumentos por analogia envolvem inferências a partir de informações sobre um objeto conhecido (a fonte) para as características de um objeto desconhecido (o alvo) com base na semelhança entre os dois objetos. Os argumentos por analogia têm a seguinte forma: x é semelhante a y e x tem a característica F, portanto y provavelmente também tem a característica F. Usando este esquema, é possível inferir da semelhança entre ratos (x) e humanos (y) e do fato de que as pílulas anticoncepcionais afetam o desenvolvimento cerebral (F) dos ratos que também podem afetar o desenvolvimento cerebral dos humanos. Os argumentos por analogia são derrotáveis: tornam sua conclusão racionalmente convincente, mas não garantem sua verdade. A força de tais argumentos depende, entre outras coisas, do grau de semelhança entre a fonte e o alvo e da relevância dessa semelhança para a característica inferida. Argumentos por analogia importantes na filosofia incluem o argumento do design (o universo se assemelha a uma máquina e as máquinas têm designers inteligentes, portanto, o universo tem um designer inteligente) e o argumento por analogia com relação à existência de outras mentes (meu corpo é semelhante a outros corpos humanos e eu tenho uma mente, portanto, eles também têm mentes).

### Semelhança de família
O termo semelhança de família refere-se à ideia de Ludwig Wittgenstein de que certos conceitos não podem ser definidos em termos de condições necessárias e suficientes que se referem a características essenciais compartilhadas por todos os exemplos. Em vez disso, o uso de um conceito para todos os seus casos é justificado por relações de semelhança baseadas em suas características compartilhadas. Estas relações formam "uma rede de semelhanças sobrepostas, mas descontínuas, como as fibras de uma corda". Um dos exemplos favoritos de Wittgenstein é o conceito de jogos, que inclui jogos de cartas, jogos de tabuleiro, jogos de bola, etc. Jogos diferentes compartilham várias características entre si, como ser divertido, envolver ganhar e perder, depender da habilidade ou sorte, etc. De acordo com Wittgenstein, ser um jogo é ser suficientemente semelhante a outros jogos, mesmo que não há propriedades essenciais para cada jogo. Estas considerações ameaçam tornar fúteis as tentativas tradicionais de descobrir definições analíticas, por exemplo, para conceitos como proposição, nome, número, prova ou linguagem. A teoria dos protótipos é formulada com base nestas idéias. Sustenta que se uma entidade pertence a uma categoria conceitual é determinado pelo quão próxima ou similar esta entidade é do protótipo ou exemplar deste conceito.